# Matadores de Aliens do Espaço Sideral
Matadores de Aliens do Espaço Sideral é um filme brasileiro de ficção científica com elementos de comédia e aventura, dirigido por Daniel Cipriano e José Raue, que estreou no 4 de julho de 2025 pelo Telecine Premium e também no Globoplay.
 A trama irreverente mistura ação alienígena com humor nonsense e traz um trio improvável enfrentando uma ameaça vinda de outro mundo.

## Sinopse
Em Costa Esmeralda, uma infecção alienígena começa a se espalhar sem que ninguém perceba. Erick (Hall Mendes), mascote do time de basquete local, e seu melhor amigo Tobias (Felipe Hintze), que vive em um furgão de monitoramento, descobrem os primeiros sinais do ataque. Juntos, eles se unem à destemida Gabi (Thay Bergamim), líder de torcida determinada a encontrar seu irmão desaparecido, Miguel (Enzo Barone).
Com recursos improvisados, coragem duvidosa e muito sarcasmo, o trio parte em uma missão para salvar a criança e impedir que uma criatura intergaláctica domine o planeta. Entre armas caseiras, criaturas gosmentas e sangue verde, resta a pergunta: será que esses três têm mesmo chance contra o inimigo?

## Elenco
- Felipe Hintze – Tobias
- Hall Mendes – Erick
- Thay Bergamim – Gabi
- Vinicius Wester – Oliver
- Enzo Barone – Miguel
- Aline Mineiro – Rebeca
- Luiz Marigo – Velho
- Teily Fabio – Alex
- José Gilberto Soares – Gilberto